# هيثر نورث
هيثر نورث (بالإنجليزية: Heather North)‏ هي ممثلة أمريكية، ولدت في 13 ديسمبر 1945 بباسادينا في الولايات المتحدة، وتوفيت في 29 نوفمبر 2017 في الولايات المتحدة بسبب التهاب القصبات.

## وصلات خارجية
- هيثر نورث على موقع IMDb (الإنجليزية)
- هيثر نورث على موقع روتن توميتوز (الإنجليزية)
- هيثر نورث على موقع قاعدة بيانات الأفلام العربية
- هيثر نورث على موقع ألو سيني (الفرنسية)
- هيثر نورث على موقع ميوزك برينز (الإنجليزية)
- هيثر نورث على موقع تيرنر كلاسيك موفيز (الإنجليزية)
- هيثر نورث على موقع أول موفي (الإنجليزية)
- هيثر نورث على موقع قاعدة بيانات برودواي على الإنترنت (الإنجليزية)
- هيثر نورث على موقع ديسكوغز (الإنجليزية)
- هيثر نورث على موقع قاعدة بيانات الفيلم (الإنجليزية)